# Mary Phillip
Mary Rose Phillip (* 14. März 1977 in London) ist eine ehemalige englische Fußballspielerin, Nationalspielerin und Fußballtrainerin.

## Spielerkarriere

### Vereine
Phillip begann im Alter von zwölf Jahren für die in Millwall ansässigen Millwall Lionesses mit dem Fußballspielen. Dem Jugendalter entwachsen, rückte sie zur Saison 1995/96 in die erste Mannschaft auf und kam erstmals im Seniorinnenbereich zum Einsatz.
Im Jahr 2000 spielte sie das erste Mal in der FA Women’s National League, der seinerzeit höchsten Spielklasse im englischen Frauenfußball, nachdem sie vom FC Fulham verpflichtet worden war; sie war eine der ersten 16 britischen Spielerinnen, die Berufsfußballspielerinnen wurden. Sie avancierte zur Spielführerin und gewann mit ihrer Mannschaft 2001 den nationalen Vereinspokal und 2003 das Double; im Mai wurde Charlton Athletic im nationalen Pokalfinale mit 3:0 bezwungen. Mit dem FC Fulham kam sie erstmals auf internationaler Vereinsebene zum Einsatz; sie wurde in den beiden Viertelfinalbegegnungen mit dem 1. FFC Frankfurt im Wettbewerb um den UEFA Women’s Cup eingesetzt.
Von 2004 bis 2008 spielte sie für den Ligakonkurrenten FC Arsenal und gewann in dieser Zeit viermal in Folge die Meisterschaft. In den Saisonen 2004/05 und 2005/06 blieb sie mit ihrer Mannschaft ungeschlagen, in der Saison 2006/07 wurden alle (!) Saisonspiele gewonnen. Für den Verein bestritt sie ferner von 2004 bis 2008 insgesamt 14 Spiele im Wettbewerb um den UEFA Women’s Cup, in dem sie in der Saison 2006/07 mit acht Spielen die meisten bestritt und damit auch in den beiden Finalspielen vertreten war. In der Saison 2008/09 war sie für den Ligakonkurrenten FC Chelsea aktiv, bevor sie ihre Karriere bereits im Oktober 2008 beendete und ihre Trainertätigkeit anging.

### Nationalmannschaft
Phillip bestritt in einem Zeitraum von 14 Jahren 65 Länderspiele für die A-Nationalmannschaft und gehörte im Alter von 18 Jahren unerwartet dem Kader für die Weltmeisterschaft 1995 an, blieb in den vier Turnierspielen ihrer Mannschaft jedoch ohne Einsatz. Im weiteren Verlauf bestritt sie bis ins Jahr 1997 sechs Länderspiele und blieb anschließend von 1998 bis 2002 ohne Berufung ins A-Team. Bei der Premiere-Teilnahme der A-Nationalmannschaft Englands am Turnier um den Algarve-Cup 2002 gehörte sie dazu und bestritt am 5. März 2002 im portugiesischen Lagos das letzte Spiel der Gruppe B bei der 3:6-Niederlage gegen die Nationalmannschaft Schwedens mit Einwechslung zur zweiten Spielhälfte für Fara Williams.
Sie nahm an der Europameisterschaft 2005 im eigenen Land teil, kam in allen drei Spielen der Gruppe A zum Einsatz und schied danach mit ihrer Mannschaft vorzeitig aus dem Turnier aus.
Zwei Jahre später nahm sie an der Weltmeisterschaft 2007 teil und kam in allen drei Spielen der Gruppe A zum Einsatz sowie im mit 0:3 verlorenen Viertelfinale gegen die US-amerikanische Nationalmannschaft. Ihren letzten Einsatz als Nationalspielerin hatte sie am 14. Februar 2008 in Larnaka beim 2:1-Sieg im Freundschaftsspiel gegen die Nationalmannschaft Norwegens.

### Erfolge
FC Arsenal
- UEFA Women’s Cup-Sieger 2007
- Englischer Meister 2005, 2006, 2007, 2008
- Englischer Pokal-Sieger 2006, 2007, 2008
- Englischer Ligapokal-Sieger 2005, 2007

FC Fulham
- Englischer Meister 2003
- Englischer Pokal-Sieger 2002, 2003
- Englischer Ligapokal-Sieger 2002, 2003

Millwall Lionesses
- Englischer Pokal-Sieger 1997
- Englischer Ligapokal-Sieger 1997

## Trainerkarriere
Nach ihrem Rücktritt als Spielerin im Jahr 2008 wurde Phillip Trainerin und erwarb in den 2010er Jahren ihre A-Lizenz ab. Im Jahr 2019 wurde sie Trainerin des Peckham Town FC, ihrem lokalen Verein, wo sie zunächst die Mannschaft der Altersklasse U18 und dann die Männermannschaft trainiert hatte. Im Jahr 2020 gewann sie die London Senior Trophy, den ersten Pokalsieg des Vereins und den ersten für die Seniorenmannschaft mit einem weiblichen Trainer.